# Alto Alegre do Pindaré
Alto Alegre do Pindaré är en kommun i Brasilien.   Den ligger i delstaten Maranhão, i den nordöstra delen av landet, 1 300 km norr om huvudstaden Brasília. Antalet invånare är 31 028.
Omgivningarna runt Alto Alegre do Pindaré är huvudsakligen savann. Runt Alto Alegre do Pindaré är det glesbefolkat, med 17 invånare per kvadratkilometer.